# Gloomy Lights
Gloomy Lights es el primer álbum de estudio de la banda japonesa Gallhammer.

## Lista de canciones
1. "Endless Nauseous Days" – 5:48
2. "Crucifixion" – 4:30
3. "Tomurai: May Our Father Die" – 4:34
4. "Beyond The Hate Red" – 2:51
5. "Lost My Self" – 3:17
6. "State Of Gloom" – 3:57
7. "Aloof And Proud Silence" – 5:18
8. "Color Of Coma" – 10:07

## Créditos
- Mika Penetrator - Voz, guitarra
- Vivian Slaughter - Voz, bajo
- Risa Reaper - Batería, voz

- Datos: Q5571275